# فريهولد (نيوجيرسي)
فريهولد (بالإنجليزية: Freehold borough, New Jersey)‏ هي منطقة سكنية تقع بولاية نيوجيرسي في الولايات المتحدة. تبلغ مساحتها 5.01 كم2، وترتفع عن سطح البحر 52.1208 م، بلغ عدد سكانها 12,052 نسمة في عام 2010 حسب إحصاء مكتب تعداد الولايات المتحدة وتصل الكثافة السكانية فيها 2,405.6 نسمة لكل كيلومتر مربع (6,230.5/ميل2).

## التركيبة السكانية
حدّد مكتب تعداد الولايات المتحدة بيانات التركيبة السكانية لفريهولد في تعداد الولايات المتحدة. في ما يلي، التركيبة السكانية حسب تعدادي 2000 و2010.

### تعداد عام 2000
بلغ عدد سكان فريهولد 10,976 نسمة بحسب تعداد عام 2000، وبلغ عدد الأسر 3,695 أسرة وعدد العائلات 2,570 عائلة مقيمة في المنطقة السكنية. في حين سجلت الكثافة السكانية 2,190.8 نسمة لكل كيلومتر مربع (5,674.1/ميل2). وبلغ عدد الوحدات السكنية 3,821 وحدة بمتوسط كثافة قدره 762.7 لكل كيلومتر مربع (1,975.4/ميل2).
وتوزع التركيب العرقي للمنطقة السكنية بنسبة 71.02% من البيض و15.83% من الأمريكيين الأفارقة و0.55% من الأمريكيين الأصليين و2.45% من الأمريكيين ذوي الأصول الآسيوية و0.02% من سكان جزر المحيط الهادئ و6.64% من الأعراق الأخرى و3.49% من عرقين مختلطين أو أكثر و28.07% من الهسبانيون أو اللاتينيون من أي عرق.
بلغ عدد الأسر 3,695 أسرة كانت نسبة 38.9% منها لديها أطفال تحت سن الثامنة عشر تعيش معهم، وبلغت نسبة الأزواج القاطنين مع بعضهم البعض 49% من أصل المجموع الكلي للأسر، ونسبة 14.2% من الأسر كان لديها معيلات من الإناث دون وجود شريك، بينما كانت نسبة 6.4% من الأسر لديها معيلون من الذكور دون وجود شريكة وكانت نسبة 30.4% من غير العائلات. تألفت نسبة 24.3% من أصل جميع الأسر من عدة أفراد يعيشون في نفس المنزل ونسبة 10.6% كانت تتألف من شخص يعيش بمفرده يبلغ من العمر 65 عاماً أو أكثر. وبلغ متوسط حجم الأسرة المعيشية 2.96، أما متوسط حجم العائلات فبلغ 3.39.
بلغ العمر الوسطي للسكان 33.0 عاماً. وكانت نسبة 24.8% من القاطنين تحت سن الثامنة عشر، وكانت نسبة 10.9% بين الثامنة عشر والرابعة والعشرين عاماً، ونسبة 34.3% كانت واقعةً في الفئة العمرية ما بين الخامسة والعشرين والرابعة والأربعين عاماً، ونسبة 19.2% كانت ما بين الخامسة والأربعين والرابعة والستين، ونسبة 10.5% كانت ضمن فئة الخامسة والستين عاماً فما فوق. يوجد لكل 100 أنثى 106.6 ذكر، ويوجد لكل 100 أنثى في الثامنة عشر من عمرها فما فوق 103.1 ذكر.
بلغ متوسط دخل الأسرة في المنطقة السكنية 48,654 دولارًا، أما متوسط دخل العائلة فبلغ 53,374 دولارًا. وكان متوسط دخل الذكور 35,855 دولارًا مقابل 30,377 دولارًا للإناث. وسجل دخل الفرد الخاص بالمنطقة السكنية 19,910 دولارًا. وكانت نسبة 7.7% من العائلات ونسبة 12% من السكان تحت خط الفقر، وكان من هؤلاء نسبة 15.1% تحت سن الثامنة عشر ونسبة 9.2% في الخامسة والستين من العمر وما فوق.

### تعداد عام 2010
بلغ عدد سكان فريهولد 12,052 نسمة بحسب تعداد عام 2010، وبلغ عدد الأسر 4,006 أسرة وعدد العائلات 2,659 عائلة مقيمة في المنطقة السكنية. في حين سجلت الكثافة السكانية 2,405.6 نسمة لكل كيلومتر مربع (6,230.5/ميل2). وبلغ عدد الوحدات السكنية 4,249 وحدة بمتوسط كثافة قدره 848.1 لكل كيلومتر مربع (2,196.6/ميل2).
وتوزع التركيب العرقي للمنطقة السكنية بنسبة 65.72% من البيض و12.57% من الأمريكيين الأفارقة و0.52% من الأمريكيين الأصليين و2.89% من الأمريكيين ذوي الأصول الآسيوية و0.07% من سكان جزر المحيط الهادئ و15.35% من الأعراق الأخرى و2.89% من عرقين مختلطين أو أكثر و42.87% من الهسبانيون أو اللاتينيون من أي عرق.
بلغ عدد الأسر 4,006 أسرة كانت نسبة 38.6% منها لديها أطفال تحت سن الثامنة عشر تعيش معهم، وبلغت نسبة الأزواج القاطنين مع بعضهم البعض 44.3% من أصل المجموع الكلي للأسر، ونسبة 13.6% من الأسر كان لديها معيلات من الإناث دون وجود شريك، بينما كانت نسبة 8.4% من الأسر لديها معيلون من الذكور دون وجود شريكة وكانت نسبة 33.6% من غير العائلات. تألفت نسبة 26.2% من أصل جميع الأسر من عدة أفراد يعيشون في نفس المنزل ونسبة 13.1% كانت تتألف من شخص يعيش بمفرده يبلغ من العمر 65 عاماً أو أكثر. وبلغ متوسط حجم الأسرة المعيشية 2.98، أما متوسط حجم العائلات فبلغ 3.48.
بلغ العمر الوسطي للسكان 33.3 عاماً. وكانت نسبة 24.5% من القاطنين تحت سن الثامنة عشر، وكانت نسبة 10.4% بين الثامنة عشر والرابعة والعشرين عاماً، ونسبة 32.4% كانت واقعةً في الفئة العمرية ما بين الخامسة والعشرين والرابعة والأربعين عاماً، ونسبة 21.7% كانت ما بين الخامسة والأربعين والرابعة والستين، ونسبة 11% كانت ضمن فئة الخامسة والستين عاماً فما فوق. وتوزع التركيب الجنسي للسكان بنسبة 52.8% ذكور و47.2% إناث.

## وصلات خارجية
- الموقع الرسمي